# Marshall Field
Pour les articles homonymes, voir Field.
Marshall Field (18 août 1834 - 16 janvier 1906) est un chef d'entreprise américain. Il est l'archétype du capitaliste du XIXe siècle. Il a cultivé une certaine philanthropie au cours de sa vie. Sa fortune est immense : à l'époque où un employé de base gagne dix dollars par semaine, ses revenus annuels s'élèvent à 40 millions de dollars. Il est le fondateur de la dynastie des Field, dont Marshall Field VI, propriétaire d'Hidden Brook Farm, ou Ted Field, producteur de cinéma et de musique, dirigeant de « Radar Pictures » en sont les plus dignes représentants. Le grand magasin Merchandise Mart à Chicago est célèbre dans le monde entier, et l'équivalent du Harrods de Londres ou des Galeries Lafayette de Paris.

## Biographie
Marshall Field est né dans une ferme à Conway dans le Massachusetts aux États-Unis, au sein d'une famille d'origine anglaise. À l'âge de 17 ans, il déménage pour Pittsfield dans le Massachusetts où il a commencé à travailler dans un commerce. En 1856, à l'âge de 21 ans, il part pour Chicago dans l'Illinois et trouve un emploi de responsable du magasin Cooley, Wadsworth and Co., qui changea de nom pour Cooley, Farwell & Co. en 1857. En 1862, profitant de la réorganisation de l'entreprise, il devient associé. La nouvelle société s'appelle Farwell, Field & Co.
En janvier 1865 Field et un associé, Levi Leiter, acceptent l'offre de devenir senior partners dans  l'établissement de Potter Palmer. La nouvelle entreprise s'appelle « Field, Palmer, Leiter & Co. »  En 1867, après que Field et Leiter eurent essayé de l'écarter, Palmer se retire de la société, qui se nomme dorénavant « Field, Leiter & Company ». Finalement, en 1881 Field écarte son associé restant, et renomme l'entreprise « Marshall Field and Company ».
Grâce à ses innovations dans le service client, les slogans « Donnez aux femmes ce qu'elles veulent » et « Le client a toujours raison » sont attribués à Marshall Field. Il a pris une façon de travailler du siècle passé, centrée sur le principe du caveat emptor, ou du « le client est responsable de ce qu'il achète », pour la transformer en une plus moderne, celle du siècle à venir. Remboursement inconditionnel, politique de prix fixe et importations internationales sont les principales innovations de Field, qui sont aujourd'hui devenues courantes dans la plupart des commerces de détail.
Field a su éviter les intrigues politiques et sociales, en s'occupant de sa famille et se concentrant sur son travail, ainsi qu'en maintenant une activité philanthropique. Il s'est marié à Nannie Scott en 1863. Field a élevé deux enfants avec Scott, Marshall II et Ethel. Après le décès de Scott en 1896, Field se marie avec son amie de longue date Delia Spencer Caton. Ses deux petits-fils, Henry et Marshall III ont été les bénéficiaires de sa succession à partir de sa mort en 1906. Sa fille Ethel s'est mariée à David Beatty.
Pendant les évènements de Haymarket Square à Chicago, les femmes des accusés tentèrent un appel auprès des personnalités locales, dont des entrepreneurs, qui acceptèrent tous sauf Field. Le journaliste et réformateur Henry Demarest Lloyd conduisit à l'époque une campagne nationale pour réclamer la clémence. Bien que certains banquiers tels Lyman J. Gage furent en faveur de la clémence, pensant qu'une modération apporterait une modération dans les relations entre capitalistes et travailleurs. Potter Palmer et Charles Hutchinson étaient tentés d'accepter, mais Marshall Field ne l'était pas. Bon nombre d'autres personnalités confièrent à Gage qu'ils ne voulaient pas contredire publiquement Field, le plus riche et le plus puissant homme d'affaires de Chicago.
Le musée Field de Chicago a pris son nom après qu'il eut fait un don de 1 000 000 de dollars. Field décède à New York en 1906 à 71 ans d'une pneumonie, contractée pendant une partie de golf avec son neveu, son secrétaire et Robert Todd, le fils ainé d'Abraham Lincoln, le jour du premier de l'an. Il est enterré au cimetière de Graceland à Chicago. L'année suivante, le musée Field reçut un don de 8 millions de dollars (de l'époque), comme il l'avait souhaité. Il était un membre actif du Commercial Club of Chicago. Un buste de Marshall Field est érigé au côté d'autres magnats de l'industrie du XXe siècle, en face du Merchandise Mart au nord de la rivière Chicago.
Dans le roman Le Testament d'un excentrique de Jules Verne, le personnage de Lissy Wag est sous-caissière dans un des magasins de Marshall Field.